# Samuel Little
Samuel Little (Reynolds, Georgia, 7 de junio de 1940-Condado de Los Ángeles, 30 de diciembre de 2020) fue un asesino en serie estadounidense condenado en 2012 por el asesinato de tres mujeres en California entre 1987 y 1989, y en 2018 por el asesinato de una mujer en Texas, en 1994. La Oficina Federal de Investigaciones (FBI) confirmó su participación en al menos 60 de los 93 asesinatos que confesó, lo que lo convierte en el asesino en serie más prolífico en la historia de los Estados Unidos; actuando en diecinueve estados durante un cuarto de siglo, concluyendo alrededor del 2005.

## Vida privada
Samuel Little nació el 7 de junio de 1940, en Reynolds, Georgia, hijo de una madre que, según él, era una prostituta. Poco después de su nacimiento, la familia se mudó a Lorain, Ohio, donde fue cuidado por su abuela. Asistió a Hawthorne Junior High School, donde tuvo problemas de disciplina y rendimiento escolar. En 1956, luego de ser condenado por irrumpir en una propiedad en Omaha, Nebraska, Little fue recluido en una institución para delincuentes juveniles.
Little se mudó a Florida cuando tenía veinte años para vivir con su madre, trabajando varias veces en un cementerio, y en una ambulancia (por sus propios medios). Como reportó Tami Abdollah en el Honolulu Star-Advertiser (basada en una entrevista de 75 minutos con los detectives de Los Ángeles), Little dijo que entonces comenzó a viajar más ampliamente y a tener más problemas con la ley; Abdollah dijo que había sido arrestado en ocho estados por delitos que incluyen conducir bajo la influencia de alcohol, fraude, hurto, solicitud, robo armado, asalto agravado y violación. Según describió Little en esas entrevistas, comenzó a practicar boxeo durante sus estancias en prisión, refiriéndose a sí mismo como un gran boxeador.
Falleció el 30 de diciembre de 2020 a los 80 años.

## Crímenes y arrestos
En 1961, Little fue sentenciado a tres años en prisión por irrumpir en una tienda de muebles en Lorain; fue liberado en 1964. Hasta 1975 había sido arrestado 26 veces en once estados por delitos que incluían robo, asalto, intento de violación, fraude y ataques a oficiales del gobierno.
En 1982, Little fue arrestado en Pascagoula, Misisipi, acusado del asesinato de una mujer de veintidós años llamada Melinda Rose LaPree, que había desaparecido en septiembre de ese mismo año. Un jurado declinó el acusar a Little por el asesinato de LaPree. Sin embargo, mientras estaba bajo investigación fue transferido a Florida para ser llevado a juicio por el asesinato de Patricia Ann Mount de veintiséis años, cuyo cadáver fue hallado en septiembre de 1982. Testigos de la acusación identificaron a Little en la corte como la persona que estuvo con Mount la noche anterior a su desaparición. Debido a inconsistencias entre los relatos, Little fue exonerado en enero de 1984.
Little se mudó a California, instalándose en San Diego. En octubre de 1984, fue arrestado por secuestrar, golpear y estrangular a Laurie Barros, de veintidós años, quién sobrevivió la experiencia. Un mes más tarde fue encontrado por la policía en el asiento trasero de su auto con una mujer inconsciente, también golpeada y estrangulada, en la misma localidad del intento de asesinato de Barros. Little estuvo dos años y medio en prisión por ambos crímenes. Al ser liberado en febrero de 1987 se mudó de inmediato a Los Ángeles y cometió más de diez asesinatos.
Little fue arrestado el 5 de septiembre de 2012 en un refugio de indigentes en Louisville, Kentucky, siendo extraditado a California para enfrentarse a cargos de narcóticos, fue entonces cuando las autoridades usaron pruebas de ADN para establecer su participación en las muertes de Carol Ilene Elford, el 13 de junio de 1987; Guadalupe Duarte Apodaca, asesinada el 3 de septiembre de 1987; y Audrey Nelson Everett, asesinada el 14 de agosto de 1989. Las tres mujeres fueron asesinadas y luego halladas en las calles de Los Ángeles. Fue extraditado a Los Ángeles, donde fue acusado el 7 de enero de 2013. Unos meses más tarde la policía dijo que Little estaba siendo investigado por docenas de asesinatos cometidos en la década de 1980, que hasta entonces eran desconocidos. En conexión con las nuevas circunstancias, el caso del asesinato de LaPree fue reabierto en Misisipi. En total, Little fue investigado por estar involucrado en 93 asesinatos de mujeres cometidos en varios estados de los Estados Unidos.

## Juicio y condena
El juicio de Samuel Little por los asesinatos de Elford, Nelson y Apodaca comenzó en septiembre de 2014. La acusación presentó los resultados de las pruebas de ADN y los testimonios de personas que fueron atacadas por el acusado en diferentes momentos de su carrera criminal. El 25 de septiembre de 2014, Little fue hallado culpable y sentenciado a cadena perpetua sin posibilidad de libertad condicional. Hasta el día de su veredicto, Little continuó insistiendo en su inocencia. Hasta 2016, Little estuvo cumpliendo su sentencia en la Prisión Estatal de California, en el condado de Los Ángeles.

## Confesiones posteriores
El 5 de noviembre de 2018, Little confesó haber matado a Melissa Thomas en 1996. El 13 de noviembre de 2018 fue acusado del asesinato de Denise Christie Brothers, sucedido en 1994, en Odessa, Texas, después de confesar el crimen a un Ranger de Texas en mayo de 2018. Little se declaró culpable del asesinato de Brothers el 13 de diciembre y recibió otra cadena perpetua por ello. El Fiscal del Distrito del condado de Ector en Texas y el sheriff del condado de Wise anunciaron el 13 de noviembre que Little había confesado docenas de asesinatos cometidos a través de 14 estados entre 1970 y 2005.
El 15 de noviembre de 2018, en el condado de Rusell, el fiscal del Distrito Alabama anunció que Little se había adjudicado el asesinato de Brenda Alexander de 23 años, ocurrido en 1975 y cuyo cadáver fue hallado en Phenix City. El 16 de noviembre de 2018, el sheriff de Macon (Georgia) anunció que Little había confesado de manera creíble su participación en los asesinatos de una mujer sin identificar y de Fredonia Smith, de 18 años. En el otoño de 2018, Little confesó el asesinato de Dorothy Richards, de 55 años, ocurrido en 1982; y el asesinato de Daisy McGuire; los cadáveres de ambas fueron hallados en Houma, Luisiana.
El 19 de noviembre de 2018, Troy Peterson, Sheriff del condado de Harrison, Misisipi, dijo que Little había confesado ser el autor del asesinato de Julia Critchfield, de 36 años, en el área de Gulfport en 1978, y haber arrojado su cuerpo desde un acantilado. El 20 de noviembre de 2018, autoridades policiales del condado de Lee (Misisipi), anunciaron que Little había admitido el asesinato de Nancy Carol Stevens, de 46 años, en Tupelo en 2005 y que el caso sería presentado a un gran jurado en enero de 2019. El 21 de noviembre de 2018, autoridades del condado de Richland, Carolina del Sur, anunciaron que Little había confesado haber asesinado a Evelyn Weston, de 19 años, cuyo cadáver fue encontrado cerca de Fort Jackson en 1978. Little también confesó haber asesinado a Rosie Hill de 20 años, en el condado de Marion, Florida, en 1982.
El 27 de noviembre de 2018, el FBI anunció que un equipo del Programa de Aprehensión de Criminales Violentos había confirmado 34 de las confesiones de Little y estaba trabajando para cotejar las confesiones restantes con asesinatos conocidos o muertes sospechosas. Little comenzó a hacer confesiones como pago por una transferencia de la prisión del condado de Los Ángeles, en la que estaba confinado. Uno de ellos fue la confesión de un caso no resuelto en el condado de Prince George, Maryland, que era uno de solo dos casos de homicidio en ese condado con víctimas sin identificar.
En diciembre de 2018, Little fue acusado de estrangular hasta la muerte a Linda Sue Boards de 23 años, en mayo de 1981, en el condado de Warren, Kentucky. Su cuerpo fue encontrado el 15 de mayo de 1981, cerca de la U.S. Ruta 68. Una de las víctimas de Little fue identificada en diciembre de 2018 como Martha Cunningham del condado de Knox, Tennessee, quién tenía 34 años cuando fue asesinada en 1975.
El 31 de mayo de 2019, fiscales del condado de Cuyahoga, Ohio acusaron a Little con cuatro cargos de asesinato agravado y seis cargos por secuestro relacionados con las muertes de Mary Jo Peyton en 1984 y Rose Evans en 1991, en Cleveland. Ambas víctimas fueron estranguladas. El cadáver de Rose Evans, de 32 años fue encontrado el 24 de agosto de 1991 en la calle 39 Este. Ella había escapado de su hogar en Binghamton, Nueva York, cuando tenía 17 años. De acuerdo con la forense Elizabeth K. Balraj, había sido estrangulada. En cuanto a Peyton, un antropologista tuvo que crear un modelo de cómo ella lucía y permaneció sin identificar hasta 1992, cuando el FBI la identificó usando una huella dactilar. Little encontró a Peyton en un bar cerca de la calle 105 Este y la avenida Euclid. La describió como una mujer baja y rechoncha en su veintena de años con pelo castaño. Little también confesó haber asesinado a otra mujer en Cleveland en 1977 o 1978. La mujer asesinada entre 1977 y 1978 fue encontrada el 18 de marzo de 1983 en Willoughby Hills, de acuerdo al Sistema Nacional de Personas Desaparecidas y Sin Identificar (NamUs). Era de raza negra y tendría entre 17 y 35 años. El cuerpo de la mujer fue arrojado en una pendiente herbosa próxima a una cerca en un área boscosa al salir de la interestatal 271; cuando el cuerpo fue encontrado por un hombre que paseaba a su perro solo quedaban el esqueleto y alguna ropa y joyas.
Little había dibujado retratos de muchas mujeres que mató. Estos retratos fueron publicados por el FBI con la esperanza de que alguien identificara a las mujeres. Al menos un retrato resolvió un caso sin resolver en Akron, Ohio.
En noviembre de 2020, Little confesó dos asesinatos en Florida, por uno de los cuales otro hombre había sido condenado injustamente.

## Fallecimiento
Little murió el 30 de diciembre de 2020 en un hospital del área del condado de Los Ángeles. Aunque nunca se indicó su causa especifica de muerte, se sabía que Little sufría de diabetes, problemas cardíacos y otras afecciones de salud.